# Rio Ouvèze
O rio Ouvèze é um rio dos departamentos de Drôme e Vaucluse, no sul de França. É afluente pela margem esquerda  do rio Ródano. Nasce no sul dos Pré-Alpes Franceses (os Baronnies), na comuna de Montauban-sur-l'Ouvèze. Conflui com o Ródano em Sorgues, a norte de Avinhão.
O rio Ouvèze passa pelos seguintes departamentos e comunas:
- Drôme: Buis-les-Baronnies, Mollans-sur-Ouvèze
- Vaucluse: Vaison-la-Romaine,  Bédarrides, Sorgues

## Ligações externas

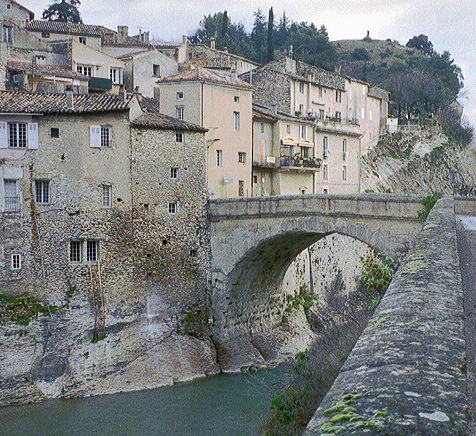
Ponte romana sobre o Ouvèze em Vaison-la-Romaine.